# Burg Katzenstein (Langenburg)
Die Burg Katzenstein ist eine abgegangene Höhenburg auf 430,8 m ü. NN über der Jagst und dem Bächlinger Weiler Hürden und jenseits des Dorfes Nesselbach, die zum Ortsteil Bächlingen der Stadt Langenburg im Landkreis Schwäbisch Hall in Baden-Württemberg gehören.
Von der um 1500 zerstörten Burganlage, die im Besitz der Herren von Katzenstein war, ist nichts bekannt.